# Iberis oschtenica
Iberis oschtenica är en korsblommig växtart som beskrevs av Sigismund Semenovich Kharkevich. Iberis oschtenica ingår i släktet iberisar, och familjen korsblommiga växter. Inga underarter finns listade i Catalogue of Life.